# Guembelia longirostris
Guembelia longirostris là một loài Rêu trong họ Grimmiaceae. Loài này được (Hook.) Ochyra & Żarnowiec mô tả khoa học đầu tiên năm 2003.